# Cagiva Ala Blu
La Cagiva Ala Blu è stata una motocicletta da fuoristrada prodotta dalla casa italiana Cagiva dal 1983 al 1985. Era disponibile nelle cilindrate 125, 250 e 350 cm³.

## Descrizione
Questa moto si distingue dalla Aletta rossa per via del raffreddamento ad aria, sospensione posteriore doublecross, sella più imbottita, assenza dei convogliatori laterali, forcellone posteriore a tubi rotondi.